# 9204 Mörike
9204 Mörike eller 1994 PZ1 är en asteroid i huvudbältet som upptäcktes den 4 augusti 1994 av den tyske astronomen Freimut Börngen vid Tautenburg-observatoriet. Den är uppkallad efter den tyske prästen och poeten Eduard Mörike.
Asteroiden har en diameter på ungefär 5 kilometer och den tillhör asteroidgruppen Vesta.